# Roti

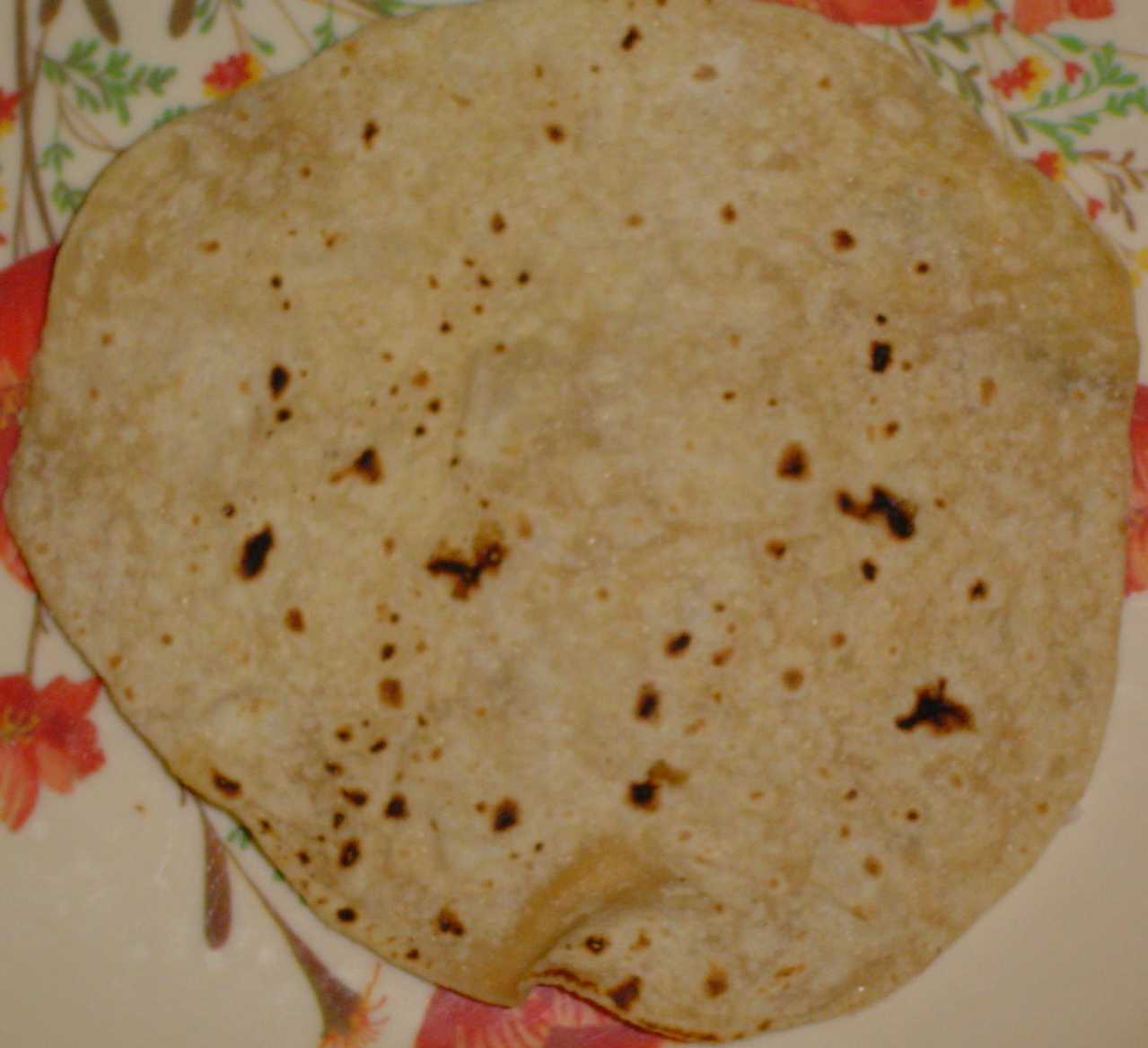
Un gran roti (phulka) extendido para recoger los alimentos dentro de él.

Roti es la palabra hindi, urdú o punyabí que denomina al tipo de pan empleado en la cocina de la India y de algunos otros países asiáticos. En idioma punyabí, un pan grande se denomina phulka. Generalmente la palabra roti se emplea para referirse a diferentes tipos de pan, como el chapati y la phulka, cada uno de ellos con su nombre específico. Fuera de la India, en concreto en Malasia, el término se refiere a todas las formas de pan. 

## Elaboración
El roti está hecho de harina de trigo cocinada sobre una superficie plana o ligeramente cóncava de hierro denominada tawa. Se emplea siempre como acompañamiento y admite cualquier alimento dentro de él, ya que a veces se enrolla. A veces se suele tomar con ghi (mantequilla clarificada).

## Variantes
Es muy similar a la tortilla de trigo, con que se elabora el burrito de la comida tex-mex.
Roti en guayana (Venezuela)
Ingresó a El Callao desde Trinidad y Tobago por migrantes trinitarios con orígenes indios. Esta masa de trigo se rellena con guisos de arvejas, pollo o carne de res guisada, también hay otras variaciones como el roti relleno de vegetales en tiras delgadas sofritas con pasas, pollo al coco, pollo al curri y guiso de carne con pasas, (similar al quiso de la hallaca, comida típica navideña en Venezuela), y roti de champiñones pasas y aceitunas con queso crema, también la variación de preparación de masa, como agregar puré de plátano a la maza del roti, el roti siempre está presente al hablar de la gastronomía del Callao una comunidad hecha de migrantes proveniente de las Antillas y nativos venezolanos.